# Rebirth (album d'Angra)
Pour les articles homonymes, voir Rebirth (homonymie).
Albums de Angra
Acoustic … and More
(1998) Hunters and Prey
(2002)
Rebirth est le quatrième album du groupe brésilien de heavy metal Angra.

## Liste des morceaux
1. "In Excelsis" – 01:03
2. "Nova Era" – 04:52
3. "Millennium Sun" – 05:11
4. "Acid Rain" – 06:08
5. "Heroes of Sand" – 04:39
6. "Unholy Wars" (Part I - Imperial Crown / Part II - The Forgiven Return) – 08:14
7. "Rebirth" – 05:18
8. "Judgement Day" – 05:40
9. "Running Alone" – 07:14
10. "Visions Prelude" (adapté de l'Op. 24 en do mineur de Chopin) – 04:32

## Formation
- Edu Falaschi (chant)
- Kiko Loureiro (guitare)
- Rafael Bittencourt (guitare)
- Felipe Andreoli (basse)
- Aquiles Priester (batterie)